# 대한민국의 제3야전군사령관
다음은 대한민국 육군 제3야전군사령관(第三野戰軍司令官)의 목록이다.

## 역할
- (야전군사령부령 제3조 제1항) 사령관은 국군조직법 제9조제3항의 규정에 의하여 합동참모의장의 작전지휘·감독을 받는 경우를 제외하고는 육군참모총장의 명을 받아 사령부의 업무를 통할하고 야전군에 예속 또는 배속된 부대(이하 "관할부대"라 한다)를 지휘·감독한다.

## 역대 사령관
| 정부        | 대수 | 성명           | 계급 | 출신      | 임관      | 임기                    | 비고                                  |
| ----------- | ---- | -------------- | ---- | --------- | --------- | ----------------------- | ------------------------------------- |
| 제4공화국   | 초대 | 이세호(李世鎬) | 대장 | 경기 개성 | 육사 2기  | 1973.7.2 ~ 1975.2       |                                       |
| 제4공화국   | 2대  | 김종환(金鍾煥) | 대장 | 경기 화성 | 육사 4기  | 1975.2 ~ 1977.12        | 국보위, 대한민국 재향군인회 회장 역임 |
| 제4공화국   | 3대  | 박희동(朴熙東) | 대장 | 경남 밀양 | 육사 3기  | 1977.12 ~ 1979.2        |                                       |
| 제4공화국   | 4대  | 이건영(李建榮) | 중장 | 강원 영월 | 육사 7기  | 1979.2 ~ 1979.12        |                                       |
| 제4공화국   | 5대  | 유학성(兪學聖) | 대장 | 경북 예천 | 정훈 1기  | 1979.12 ~ 1980.7        | 신군부                                |
| 제4공화국   | 6대  | 황영시(黃永時) | 대장 | 경북 영주 | 육사 10기 | 1980.7 ~ 1981.12        | 신군부                                |
| 제5공화국   | 7대  | 정호용(鄭鎬溶) | 대장 | 대구      | 육사 11기 | 1981.12 ~ 1983.12       | 하나회                                |
| 제5공화국   | 8대  | 박희도(朴熙道) | 대장 | 경남 창녕 | 육사 12기 | 1983.12 ~ 1985.12       | 하나회                                |
| 제5공화국   | 9대  | 최세창(崔世昌) | 대장 | 대구      | 육사 13기 | 1985.12 ~ 1987.12       | 하나회                                |
| 제5공화국   | 10대 | 고명승(高明昇) | 대장 | 전북 부안 | 육사 15기 | 1987.12 ~ 1989.12       | 하나회                                |
| 노태우 정부 | 11대 | 신말업(申末業) | 대장 | 울산      | 육사 16기 | 1989.12 ~ 1991.12.5     | 하나회                                |
| 노태우 정부 | 12대 | 구창회(具昌會) | 대장 | 경남 진주 | 육사 18기 | 1991.12.5 ~ 1993.4      | 하나회                                |
| 김영삼 정부 | 13대 | 윤용남(尹龍男) | 대장 | 경남 의령 | 육사 19기 | 1993.4 ~ 1994.12        |                                       |
| 김영삼 정부 | 14대 | 도일규(都日圭) | 대장 | 서울      | 육사 20기 | 1994.12 ~ 1996.10       |                                       |
| 김영삼 정부 | 15대 | 유재열(劉在烈) | 대장 | 경남 산청 | 육사 21기 | 1996.10 ~ 1998.3        |                                       |
| 김대중 정부 | 16대 | 길형보(吉亨寶) | 대장 | 평남 맹산 | 육사 22기 | 1998.3 ~ 1999.10        |                                       |
| 김대중 정부 | 17대 | 이남신(李南信) | 대장 | 전북 익산 | 육사 23기 | 1999.10.27 ~ 2001.10.10 | 합동참모의장 역임                     |
| 김대중 정부 | 18대 | 서종표(徐鍾杓) | 대장 | 전남 여수 | 육사 25기 | 2001.10.10 ~ 2003.4.3   | 국회의원 역임                         |
| 노무현 정부 | 19대 | 이상희(李相憙) | 대장 | 강원 원주 | 육사 26기 | 2003.4.3 ~ 2005.4.4     | 합동참모의장 역임 국방부 장관 역임    |
| 노무현 정부 | 20대 | 김관진(金寬鎭) | 대장 | 전북 임실 | 육사 28기 | 2005.4.4 ~ 2006.11.17   | 국방부 장관, 국가안보실장 역임        |
| 노무현 정부 | 21대 | 백군기(白君基) | 대장 | 전남 장성 | 육사 29기 | 2006.11.17 ~ 2008.3.21  | 제19대 국회의원, 용인시장 역임        |
| 이명박 정부 | 22대 | 이상의(李相宜) | 대장 | 경남 사천 | 육사 30기 | 2008.3.21 ~ 2009.9.17   | 합동참모의장 역임                     |
| 이명박 정부 | 23대 | 김상기(金相基) | 대장 | 경북 포항 | 육사 32기 | 2009.9.17 ~ 2010.12.16  |                                       |
| 이명박 정부 | 24대 | 이홍기(李弘基) | 대장 | 경북 김천 | 육사 33기 | 2010.12.16 ~ 2012.10.11 |                                       |
| 이명박 정부 | 25대 | 권혁순(權赫舜) | 대장 | 경북 포항 | 육사 34기 | 2012.10.11 ~ 2014.8.12  |                                       |
| 박근혜 정부 | 26대 | 김현집(金賢執) | 대장 | 충남 보령 | 육사 36기 | 2014.8.12 ~ 2015.9.16   | 하나회                                |
| 박근혜 정부 | 27대 | 엄기학(嚴基鶴) | 대장 | 서울      | 육사 37기 | 2015.9.16 ~ 2017.8.8    |                                       |
| 문재인 정부 | 28대 | 김운용(金雲龍) | 대장 | 경남 합천 | 육사 40기 | 2017.8.9 ~ 2018.12.31   |                                       |